# Tera Mera Saath Rahen
Tera Mera Saath Rahen – bollywoodzki dramat z 2001 roku wyreżyserowany przez Mahesh Manjrekera, autora Viruddh... Family Comes First czy Vaah! Life Ho Toh Aisi!. W rolach głównych Ajay Devgan, Sonali Bendre, Namrata Shirodkar. W centrum filmu stoi głęboka relacja dwojga braci – upośledzonego 15-letniego Rahula i opiekującego się nim Raja, który pięścią wybija ludziom z głowy poglądy typu: „Już lepiej nie mieć w ogóle dzieci, niż mieć takie”. W filmie – motyw wszechobecności wspólnoty sąsiadów, którzy są tu poszerzeniem rodziny. Na ich oczach dzieje się dramat braci, oni zbiegają się wokół zapomnianego przez syna staruszka Anny, gdy ten traci przytomność. Razem płaczą, razem się śmieją.
W tym filmie krzyżuje się wiele obowiązków wynikających z dharmy głównego bohatera. Raja obowiązuje praca, założenie rodziny, spłodzenie i wychowanie dzieci. Ale niemniej wiążącym jest obowiązek opieki nad rodzicami i nad rodzeństwem. Rodzice nie żyją i tylko Raj może zapewnić dom i miłość upośledzonemu bratu Rahulowi. Co jeśli wejdzie to w konflikt z jego pragnieniem kochania kobiety?

## Fabuła
Raj Dixit (Ajay Devgan) to zamknięty w sobie, nieśmiały mężczyzna, który nie zauważając zakochanej w nim Suman Gupty (Namrata Shirodkar) całe życie poświęca pracy w biurze i wychowaniu upośledzonego brata Rahulem (Dushyant Wagh). Cieszy go widok chłopca, otacza go opieka gotując dla niego, bawiąc się z nim, pocieszając go, broniąc go przed ludzką kpiną, ucząc go porządku. Rahul odpowiada na jego miłość ogromnym przywiązaniem. Codziennie niecierpliwie czeka na powrót Raja z pracy. Szczęśliwe życie braci zmienia się, gdy szef Raja mimo jego oporu zaczyna aranżować jego małżeństwo ze swoją bratanicą Madhuri (Sonali Bendre). Raj, w życiu którego dotychczas było miejsce tylko dla Rahula, zakochuje się. Madhuri jednak stawia warunek. Poślubi Raja, jeśli ten odda brata do domu opieki...

## Obsada
- Ajay Devgan – Raj Dixit
- Sonali Bendre – Madhuri
- Namrata Shirodkar – Suman Gupta
- Prem Chopra – p. Khanna

## Muzyka i piosenki
Muzykę do filmu skomponował Anand Raj Anand, autor muzyki do takich filmów jak „Ehsaas: The Feeling”, „23rd March 1931: Shaheed”, „Kaante” (nominowany do Nagrody Filmfare za Najlepszą Muzykę), „Calcutta Mail”, „Masti”, „Musafir”, „Humko Tumse Pyaar Hai”.
- Pehli Nazar
- Tera Mera Saath Rahen
- Haqh Jata De
- Dum Dum Diga Diga
- Tujh Se Bichad Ke
- Dil Wahi Bekarar Hota Hai
- Tadpati Hai Tardati Hai
- Main Sochon
- Hathon Ki Lakeeron Mein